# Karina Velásquez
Briyih Karina Velásquez, (Caracas, 20 de septiembre de 1979) es una actriz de cine, teatro, televisión, modelo y locutora venezolana
Durante su carrera como actriz estuvo nominada al galardón Marco Antonio Ettedgui por la Fundación Rajatabla, y fue representante de Venezuela en el Festival Iberoamericano de Teatro de Bogotá, en el año 2013, por su actuación en la obra Stop Kiss, escrita por Diana Son y dirigida por Consuelo Trum.

## Biografía
Karina Velásquez, como es conocida en el medio artístico, nació en Caracas, Venezuela. Es la mayor de ocho hermanos.
A los 18 años, esta actriz venezolana recibió propuestas para realizar fotografías para marcas y fotógrafos del país. Luego, a los 26 años, Karina inició una licenciatura en Comunicación Social en la Universidad Santa María, en Caracas.
Años más tarde, se dedicó por completo a la actuación. Estudió en el Taller Acting Master Class, dirigido por el actor y director de Hollywood, Paul Calderón, el Taller Gimnasio de Actores: escena “La Rosa Tatuada” Tennessee Williams, facilitado por Matilda Corral y el Taller Intensivo para actores profesionales, Gimnasio de Actores, dictado por Lisa M. Formosa, miembro Vitalicio de Actors Studio, entre otros cursos y especializaciones en la materia.

### Cine
Su carrera en el séptimo arte comenzó en el 2007, cuando participó en el film Puras joyitas. Ese mismo año, fue llamada para protagonizar Wayuu: La niña de Maracaibo de Miguel Curiel, junto al venezolano Daniel Alvarado y el español Asier Hernández.
Luego, en el 2012, se destacó en la coproducción argentina Suramericano dirigida por Domingo Olavarría, y tuvo la oportunidad de realizar el filme Todo por la taquilla, que ha sido la primera película venezolana en la que las únicas ganancias han sido las obtenidas solo por la taquilla, en esta ocasión, interpretó al personaje Claudiana.
Ese mismo año, Karina compartió un rol actoral con los actores venezolanos, Eduardo Orozco, Alexandra Braun, Juan Carlos García Pajero y María Antonieta Duque, en la película venezolana Hasta que la muerte nos separe, dando vida a la boxeadora profesional Bárbara. También, tuvo una participación especial en Libertador, basada en la vida de Simón Bolívar, protagonizada por Édgar Ramírez y dirigida por Alberto Arvelo.
Posteriormente, en el 2013, la actriz es invitada por la directora venezolana Fina Torres para estar presente en su película Liz en septiembre, protagonizada por Patricia Velásquez y Eloísa Maturén, estrenada un año más tarde.
El 2013 fue un año de arduo trabajo para Velásquez, pues estuvo colmado de proyectos cinematográficos. Interpretó a Julia en la película Interferencia de Zigmunt Cedinski y luego grabó Secreto de Confesión, una coproducción colombiana donde compartió set con el actor Juan Pablo Raba y la presentadora Eglantina Zingg.
En 2015, protagonizó junto a Ananda Troconis, la primera película de ciencia ficción de Venezuela, titulada La Jaula, dirigida por José Salaverría con un guion de Inti Torres. Esta producción cinematográfica se comenzó filmar en julio de 2015 y se terminó en diciembre de 2016. Se estrenó a finales de 2017. Esta película venezolana fue galardonada como “Mejor Película” en Filipinas con el Festival de Cine Internacional de Manila e Indonesia con el Borobudur IFF. La producción completamente venezolana, fue reconocida por sus altos estándares de calidad, su fotografía y sus actuaciones. El film también recorrió festivales, como el Berlin Sci Fi Filmfest, Fangofest de Amposta en España, Festival de Cine de Ciencia Ficción en Italia y el New York International Film Infest, donde ganó como Mejor Película de Ciencia Ficción entre 500 películas internacionales.
A mediados del 2016 se estrenó Tamara de Elia Schneider, una película basada en la historia de Tamara Adrián, una abogada venezolana que luchó contra los prejuicios sociales por ser transexual. Este film está protagonizado por Luis Fernández (actor venezolano), Karina Velásquez y Prakriti Maduro. Fue la película más taquillera de Venezuela en 2016 y fue proyectada en algunos cines independientes en Estados Unidos..Cabe destacar, que Tamara se alzó  con el premio a "Mejor película" en el Santa Bárbara International Film Festival, celebrado en Santa Bárbara, California, Estados Unidos el pasado sábado 11 de febrero de 2017. Asimismo, ganó tres premios Leonardo Da Vinci del Festival Internacional de Milán MIFF2017, convirtiéndose en la película que recibió más estatuillas.
En 2016, también llegó a la gran pantalla Maisanta de César Bolívar y Román Chalbaud, una película venezolana en la que Velásquez interpretó a Felicia, la novia del protagonista.
En 2020, estrenó el largometraje Blindado de Carlos Malavé en el que da vida a Sabrina una periodista que cubre el robo de un camión blindado 
Ese mismo año estrenó la película Tarkarí de Chivo, una comedia de humor negro del director Francisco Denis en la que también participan los actores Daniela Alvarado, Gabriel Aguero y Samantha Castillo.

### Televisión
Su experiencia en televisión se resume a tres series y una telenovela hasta el momento. 
La serie juvenil Animal Planes, dirigida por Alejandro Palacios en la que participó en el año 2011.
En 2013, La precursora, donde encarnó a Doña Gertrudis de Blanco. Además de Los secretos de Lucía, una serie HD producida en Venezuela, Colombia y Miami, con un elenco internacional, integrado por Juan Pablo Raba, Irán Castillo, Plutarco Haza, David Medel, María Dalmazzo, Roberto Escobar y Julián Gil, dirigida por Felipe Paz con un guion de Jorg Hiller, donde interpretó a La India, un reclusa que cumplía órdenes de un traficante de armas. 

Seguidamente, de Amor secreto, que es una telenovela venezolana, transmitida desde el 15 de junio de 2015 a las 9:00 p. m. por el canal de televisión Venevisión, de lunes a sábado, escrita por César Sierra.

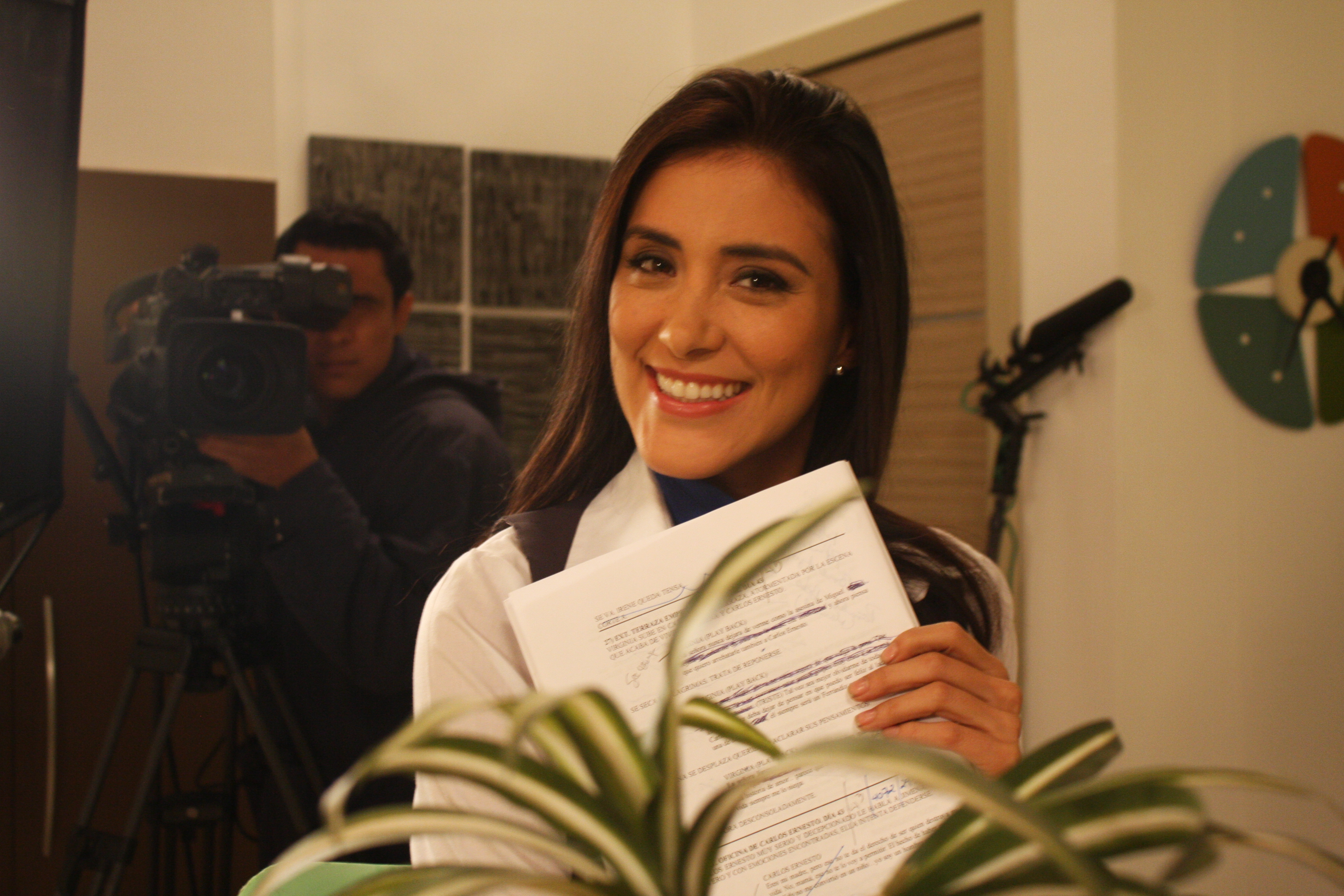
Venezuelan actress Karina Velásquez fliming Amor Secreto in Venevisión

 En esta historia, Karina encarna a Virginia Gutiérrez, uno de los 10 personajes principales, una mujer sufrida, hermana de la protagonista que lucha constantemente por su libertad.
Es necesario resaltar, que durante sus comienzos en el medio se desempeñó como animadora durante la transmisión de la Copa América 2007 de la televisora, Sport Plus.

### Teatro
La historia de esta venezolana sobre las tablas comenzó en el 2007 con la obra 4 Corazones Con Freno y Marcha Atrás, desde ese momento no dejó de mostrarse en este arte y hasta la fecha en su carrera suma más de 15 obras de teatro, entre las que se destacan a A 2.50 La Cubalibre de Ibrahim Guerra, dirigida por Luis Fernández y producida por la actriz Mimí Lazo; Sexo de Rene Pollesch, dirigida por Francisco Denis y Marcel Rasquin; la obra infantil Mr. Cacri de Alexander Leterni y más recientemente, Sex Point de Javier Vidal y Los hombres no mienten, ambas bajo la dirección de Daniel Uribe.
Uno de sus trabajos más resaltantes ha sido en la controvertida obra Stop Kiss, escrita por Diana Sonn, y dirigida por Consuelo Trum. Gracias a su desempeño al interpretar este personaje que se enamora de otra mujer y ambas pasan por dolorosas situaciones, Karina Velásquez representó a Venezuela en el Festival Iberoamericano de Teatro de Bogotá Colombia.

### Modelaje
A los 19 años, comenzó su carrera como modelo e imagen publicitaria de distintas marcas comerciales como Nívea, Mister Músculo, Chocolates El Rey, McDonald's, Head & Shoulders, Advil, Vanish entre otras. En total, Karina ha realizado 110 comerciales a lo largo de su carrera. Actualmente, sigue ejerciendo este oficio conjuntamente con la actuación.
Entre los fotógrafos para los que ha posado a lo largo de su trayectoria se encuentran: Alberto Hernández, Claudio Napolitano, Guillermo Felizola, Fran Beaufrand, Pablo Costanzo, Francisco Hernández, Alfonso Zapata, Iván Dumont, Baruch Vega, Andrés Oyuela, Daniel Machado, Brigitte Diez, Facundo Busto, Gianni Salma, Héctor Trejo, Jesús Viloria, Manuel Hernández, entre otros.
En su carrera como modelo, tuvo una participación en el videoclip del dúo venezolano Caibo del tema musical Sandunguera. En 2017, formó parte del elenco protagónico de los vídeos musicales de las canciones Enséñame a Olvidarte de El Forever y Luis Fernando Borjas de la agrupación Guaco y Tu Foto del cantante de música urbana Ozuna.

## Filmografía
| Largometrajes | Largometrajes                  | Largometrajes         | Largometrajes                                             |
| Año           | Título                         | Personaje             | Notas                                                     |
| ------------- | ------------------------------ | --------------------- | --------------------------------------------------------- |
| 2020          | Tarkarí de Chivo               | La Escritora          | Dirigida por Daniel Yegres y Francisco Denis              |
| 2020          | Blindado                       | Sabrina               | Dirigida por Carlos Malavé                                |
| 2015          | La Jaula                       | Eva                   | Dirigida por José Salaverría con un guion de Inti Torres  |
| 2015          | Maisanta                       | Felicia               | Dirigida por César Bolívar                                |
| 2015          | Operación Orión                | Rubí                  | Dirigida por Rubén Hernández                              |
| 2014          | Canción de las Sombras         | Valeria               | Dirigida por Roque Zambrano                               |
| 2013          | Tamara                         | María Isabel          | Dirigida por Elia Schneider                               |
| 2013          | Las Caras del Diablo 2         | Hada                  | De Carlos Malavé                                          |
| 2013          | Secreto de Confesión           | Alejandra             | De Henry Rivero                                           |
| 2013          | Interferencia                  | Julia                 | Zigmunt Cedinski                                          |
| 2013          | Liz en Septiembre              | Yolanda               | Dirigida por Fina Torres                                  |
| 2012          | Hasta que la muerte nos separe | Bárbara Galindez      | Dirigida por Abraham Pulido                               |
| 2012          | Todo por la Taquilla           | Claudiana             | Dirigida por Héctor Puche                                 |
| 2012          | Suramericano                   | Karina                | Coproducción argentina dirigida por Domingo Olavarría     |
| 2012          | Wayuu: La niña de Maracaibo    | Chiquinquirá          | Participó en varios festivales. Película de Miguel Curiel |
| 2012          | Libertador                     | María Josefa Palacios | Dirigida por Alberto Arvelo                               |
| 2007          | Puras Joyitas                  | Jevita                | Escrita por César Oropeza y Henry Rivero                  |

| Cortometrajes | Cortometrajes | Cortometrajes                                                       | Cortometrajes |
| Año           | Título        | Notas                                                               |               |
| ------------- | ------------- | ------------------------------------------------------------------- | ------------- |
| 2013          | El Cuervo     | Dirigido por Asdrúbal Alcalá. Premio Mejor Actriz                   |               |
| 2012          | El Desayuno   | Dirigido por Demoor Amnistía Internacional                          |               |
| 2010          | El Político   | Dirigido por Guillermo Londoño                                      |               |
| 2009          | Pura Tinta    | Dirigido por Carolina Calzacorta, Melanie Wainberg, Alexandra Zerpa |               |

| Televisión | Televisión                                                         | Televisión                | Televisión                      |
| Año        | Título                                                             | Personaje                 | Notas                           |
| ---------- | ------------------------------------------------------------------ | ------------------------- | ------------------------------- |
| 2014       | Amor secreto                                                       | Virginia Gutiérrez Vielma | Escrita por César Sierra        |
| 2013       | Los secretos de Lucía                                              | La India                  | Escrita por Jörg Hiller         |
| 2013       | La Precursora                                                      | Gertrudis de Blanco       | Escrita por Eduardo Gadea Pérez |
| 2011       | Animal Planes                                                      | Ella misma                | Alejandro Palacios              |
| 2008       | Calendario Amazonia Proyecto 2009. Host Sunchanel                  | Ella misma                |                                 |
| 2008       | Programa www.fxnetradio.com Host. Tv X Net                         | Ella misma                |                                 |
| 2007       | Copa América 2007. Copa Especial, programa de Tv. Host. Sport Plus | Ella misma                |                                 |

## Teatro
| Obras de teatro | Obras de teatro                      | Obras de teatro         | Obras de teatro |
| Año             | Título                               | Autor                   |                 |
| --------------- | ------------------------------------ | ----------------------- | --------------- |
| 2017            | Bella rica y patrocinada             | David Bernal            |                 |
| 2016            | Las Inquilinas                       | Daniel Uribe            |                 |
| 2015            | Los Hombres no Mienten               | Eric Assous             |                 |
| 2014            | Sex Point                            | Javier Vidal            |                 |
| 2013            | Todo o Nada                          | Marcos Purroy           |                 |
| 2013            | Mr. Cacri                            | Alexander Leterni       |                 |
| 2013            | Meñique                              | José Martí              |                 |
| 2013            | Stop Kiss                            | Diana Son               |                 |
| 2012            | Sexo                                 | Rene Polesh             |                 |
| 2011            | Seguimos o Paramos                   | Ibrahim Guerra          |                 |
| 2011 – 2014     | A 2.50 La Cuba Libre                 | Ibrahim Guerra          |                 |
| 2011            | Joaquina Sánchez                     | Ibrahim Guerra          |                 |
| 2010 – 2011     | Hospital Central                     | José Ferrer             |                 |
| 2009            | Encantada                            | Abigail Truchess        |                 |
| 2009            | Bárbara y sus Cachorros              | José Ferrer             |                 |
| 2008            | Perla Negra                          | José Ferrer             |                 |
| 2008            | Cascanueces Flamenco                 | E. T. A. Hoffmann       |                 |
| 2008            | El Rey David                         | José Ferrer             |                 |
| 2007            | 4 Corazones Con Freno y Marcha Atrás | Enrique Jardiel Poncela |                 |